# Collegio di Dewsbury and Batley
Dewsbury and Batley è un collegio elettorale situato nel West Yorkshire, nello Yorkshire e Humber, e rappresentato alla Camera dei comuni del Parlamento del Regno Unito. Elegge un membro del parlamento con il sistema first-past-the-post, ossia maggioritario a turno unico; l'attuale parlamentare è Iqbal Mohamed, eletto come Indipendente, che rappresenta il collegio dal 2024.

## Estensione
Il collegio comprende i seguenti ward del borgo metropolitano di Kirklees: Batley East; Batley West; Dewsbury East; Dewsbury South; Dewsbury West e Kirkburton (distretti elettorali KB04, KB07A, KB07B e KB10).

## Membri del parlamento
| Elezione | Elezione | Deputato      | Partito      |
| -------- | -------- | ------------- | ------------ |
|          | 2024     | Iqbal Mohamed | Indipendente |

## Elezioni

### Elezioni negli anni 2020
| Partito                    | Partito                                         | Candidato                  | Risultati 4 luglio 2024 | Risultati 4 luglio 2024 |
| Partito                    | Partito                                         | Candidato                  | Voti                    | %                       |
| -------------------------- | ----------------------------------------------- | -------------------------- | ----------------------- | ----------------------- |
|                            | Indipendente                                    | Iqbal Mohamed              | 15 641                  | 41,10                   |
|                            | Laburista                                       | Heather Iqbal              | 8 707                   | 22,88                   |
|                            | Reform UK                                       | Jonathan Thackray          | 6 152                   | 16,16                   |
|                            | Conservatore                                    | Lalit Suryawanshi          | 4 172                   | 10,96                   |
|                            | Verdi                                           | Simon Cope                 | 2 048                   | 5,38                    |
|                            | Lib Dem                                         | John Edward Rossington     | 1 340                   | 3,52                    |
|                            |                                                 |                            |                         |                         |
| Iscritti                   | Iscritti                                        | Iscritti                   | 71 685                  | 100,00                  |
| ↳ Votanti (% su iscritti)  | ↳ Votanti (% su iscritti)                       | ↳ Votanti (% su iscritti)  | 68 070                  | 94,96                   |
| ↳ Astenuti (% su iscritti) | ↳ Astenuti (% su iscritti)                      | ↳ Astenuti (% su iscritti) | 3 615                   | 5,04                    |
|                            |                                                 |                            |                         |                         |
|                            | Esito: collegio a Indipendente (nuovo collegio) |                            |                         |                         |